# Heudreville-en-Lieuvin
Heudreville-en-Lieuvin est une commune française située dans le département de l'Eure en région Normandie.

## Géographie

### Localisation
Heudreville-en-Lieuvin est une commune de l'Ouest du département de l'Eure située dans la région naturelle du Lieuvin.
|                    | Noards                 |                      |
| Fresne-Cauverville | Heudreville-en-Lieuvin | Épreville-en-Lieuvin |
|                    | Saint-Aubin-de-Scellon | Le Favril            |

### Hydrographie
La commune est située dans le bassin Seine-Normandie. Elle est drainée par le ruisseau de l'Abbesse,.

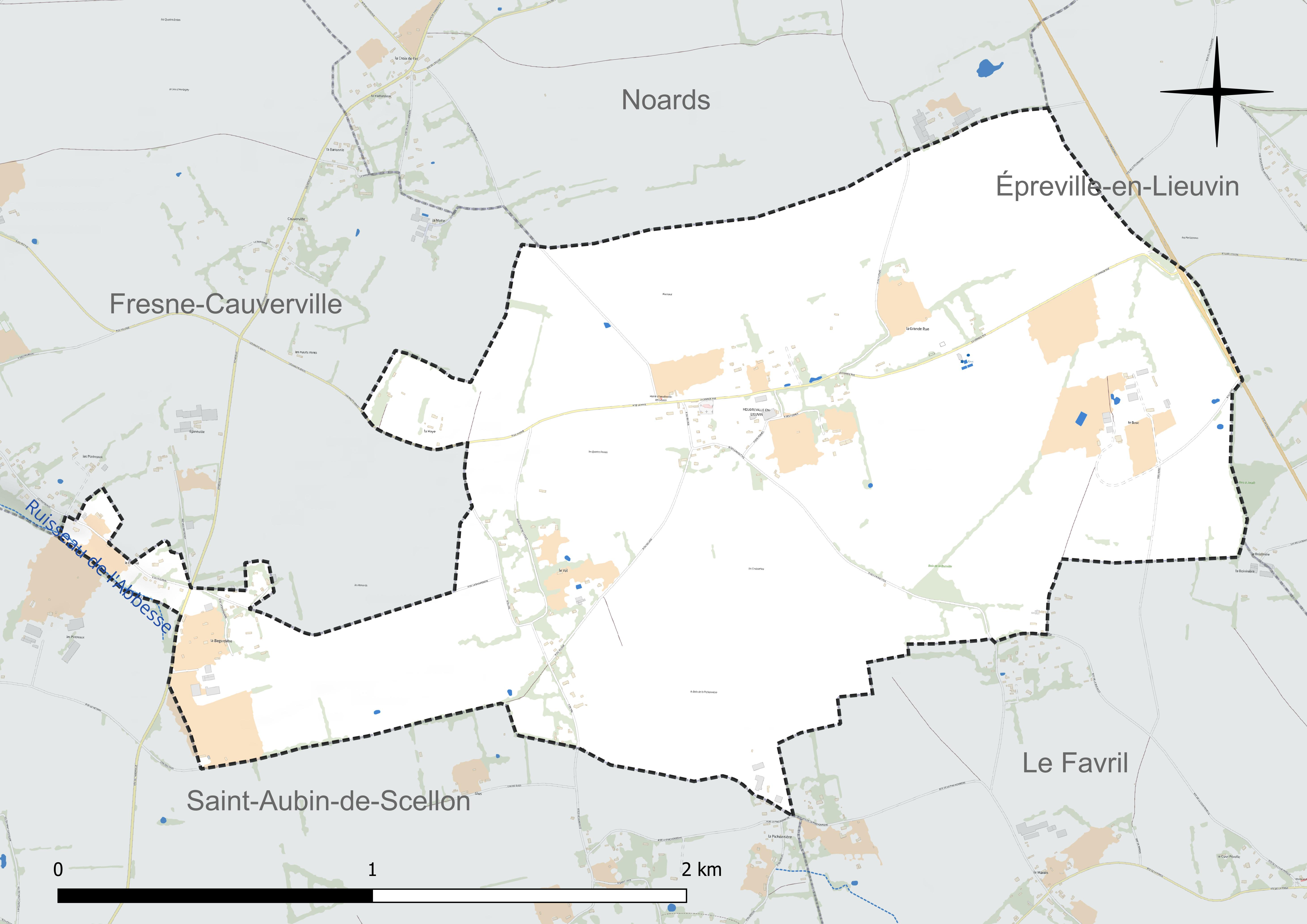
Réseau hydrographique d'Heudreville-en-Lieuvin.

### Climat
Pour des articles plus généraux, voir Climat de la Normandie et Climat de l'Eure.
En 2010, le climat de la commune est de type climat océanique dégradé des plaines du Centre et du Nord, selon une étude du CNRS s'appuyant sur une série de données couvrant la période 1971-2000. En 2020, Météo-France publie une typologie des climats de la France métropolitaine dans laquelle la commune est exposée à un climat océanique et est dans la région climatique  Côtes de la Manche orientale, caractérisée par un faible ensoleillement (1 550 h/an) ; forte humidité de l’air (plus de 20 h/jour avec humidité relative > 80 % en hiver), vents forts fréquents. Parallèlement le GIEC normand, un groupe régional d’experts sur le climat, différencie quant à lui, dans une étude de 2020, trois grands types de climats pour la région Normandie, nuancés à une échelle plus fine par les facteurs géographiques locaux. La commune est, selon ce zonage, exposée à un « climat contrasté des collines », correspondant au Pays d’Auge, Lieuvin et Roumois, moins directement soumis aux flux océaniques et connaissant toutefois des précipitations assez marquées en raison des reliefs collinaires qui favorisent leur formation.
Pour la période 1971-2000, la température annuelle moyenne est de 10 °C, avec  une amplitude thermique annuelle de 13,3 °C. Le cumul annuel moyen de précipitations est de 871 mm, avec 12,9 jours de précipitations en janvier et 8,8 jours en juillet. Pour la période 1991-2020, la température moyenne annuelle observée sur la station météorologique la plus proche, située sur la commune de Lieurey à 4 km à vol d'oiseau, est de 11,3 °C et le cumul annuel moyen de précipitations est de 893,1 mm,. Pour l'avenir, les paramètres climatiques de la commune estimés pour 2050 selon différents scénarios d’émission de gaz à effet de serre sont consultables sur un site dédié publié par Météo-France en novembre 2022.

## Urbanisme

### Typologie
Au 1er janvier 2024, Heudreville-en-Lieuvin est catégorisée commune rurale à habitat très dispersé, selon la nouvelle grille communale de densité à 7 niveaux définie par l'Insee en 2022.
Elle est située hors unité urbaine et hors attraction des villes,.

### Occupation des sols
L'occupation des sols de la commune, telle qu'elle ressort de la base de données européenne d’occupation biophysique des sols Corine Land Cover (CLC), est marquée par l'importance des territoires agricoles (100 % en 2018), une proportion identique à celle de 1990 (100 %). La répartition détaillée en 2018 est la suivante : 
terres arables (67,8 %), prairies (32,2 %). L'évolution de l’occupation des sols de la commune et de ses infrastructures peut être observée sur les différentes représentations cartographiques du territoire : la carte de Cassini (XVIIIe siècle), la carte d'état-major (1820-1866) et les cartes ou photos aériennes de l'IGN pour la période actuelle (1950 à aujourd'hui).

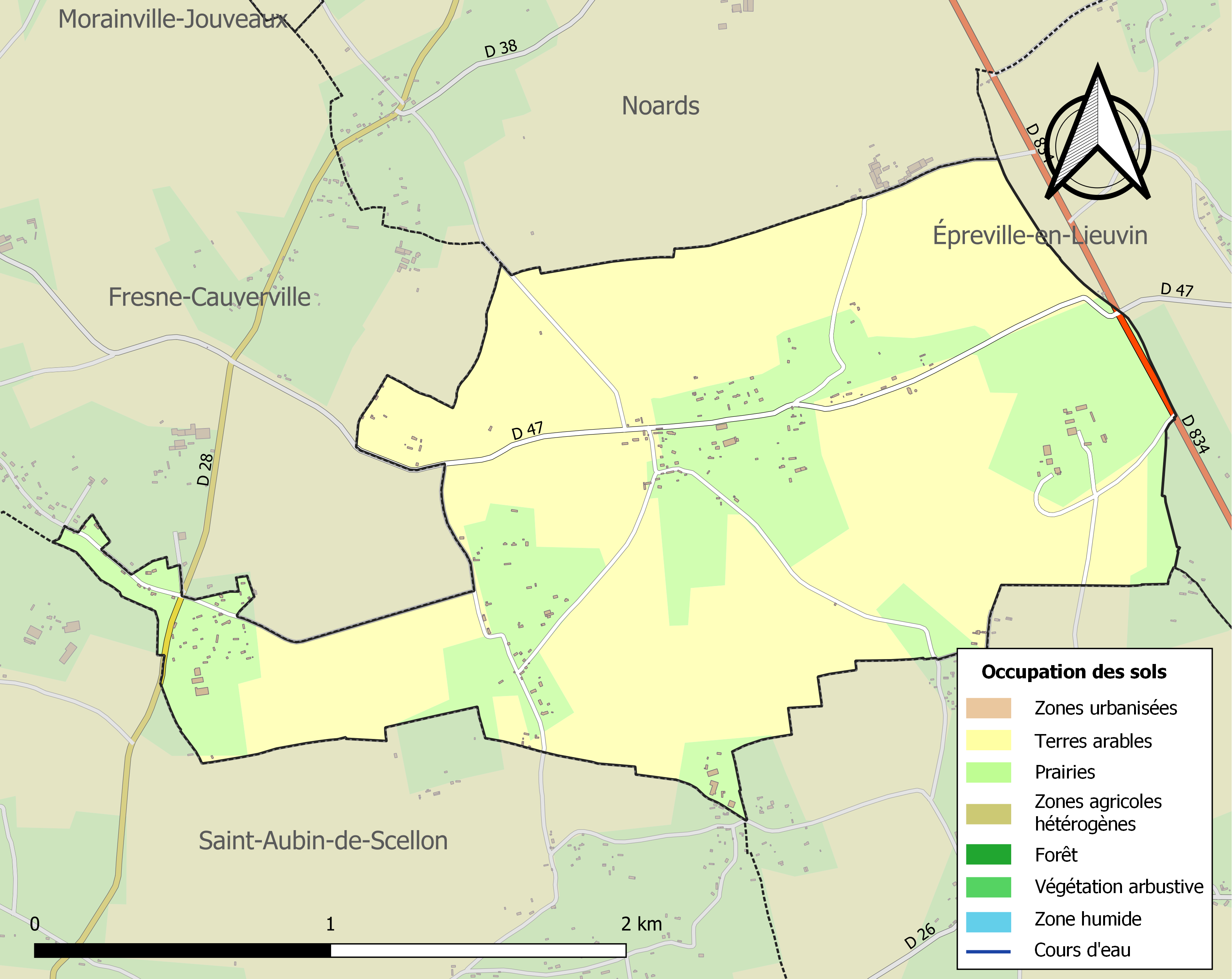
Carte des infrastructures et de l'occupation des sols de la commune en 2018 (CLC).

## Toponymie
Le nom de la localité est attesté sous la forme Heldrevilla fin du XIIe siècle.
Il existe un homonyme dans le même département, Heudreville-sur-Eure, qui partage la même étymologie.
Le Lieuvin est une région naturelle située à l'ouest du département l'Eure. Il correspond, en partie seulement, à l'ancien territoire des Lexoviens dont elle a conservé le nom.

## Histoire
Au cours de la Révolution française, la commune porte le nom de Heudreville.

## Politique et administration
| Période                                  | Période  | Identité             | Étiquette | Qualité          |
| ---------------------------------------- | -------- | -------------------- | --------- | ---------------- |
| ?                                        | En cours | Jean-Pierre Fauville | DVD       | Salarié agricole |
| Les données manquantes sont à compléter. |          |                      |           |                  |

## Démographie
L'évolution du nombre d'habitants est connue à travers les recensements de la population effectués dans la commune depuis 1793. Pour les communes de moins de 10 000 habitants, une enquête de recensement portant sur toute la population est réalisée tous les cinq ans, les populations de référence des années intermédiaires étant quant à elles estimées par interpolation ou extrapolation. Pour la commune, le premier recensement exhaustif entrant dans le cadre du nouveau dispositif a été réalisé en 2005.

En 2022, la commune comptait 115 habitants, en évolution de +5,5 % par rapport à 2016 (Eure : −0,25 %, France hors Mayotte : +2,11 %).
| 1793 | 1800 | 1806 | 1821 | 1831 | 1836 | 1841 | 1846 | 1851 |
| ---- | ---- | ---- | ---- | ---- | ---- | ---- | ---- | ---- |
| 430  | 275  | 463  | 561  | 483  | 537  | 474  | 463  | 458  |

| 1856 | 1861 | 1866 | 1872 | 1876 | 1881 | 1886 | 1891 | 1896 |
| ---- | ---- | ---- | ---- | ---- | ---- | ---- | ---- | ---- |
| 450  | 412  | 379  | 335  | 357  | 308  | 278  | 253  | 230  |

| 1901 | 1906 | 1911 | 1921 | 1926 | 1931 | 1936 | 1946 | 1954 |
| ---- | ---- | ---- | ---- | ---- | ---- | ---- | ---- | ---- |
| 194  | 182  | 197  | 133  | 129  | 138  | 133  | 131  | 167  |

| 1962 | 1968 | 1975 | 1982 | 1990 | 1999 | 2005 | 2006 | 2010 |
| ---- | ---- | ---- | ---- | ---- | ---- | ---- | ---- | ---- |
| 177  | 154  | 122  | 117  | 108  | 106  | 103  | 104  | 105  |

| 2015 | 2020 | 2022 | - | - | - | - | - | - |
| ---- | ---- | ---- | - | - | - | - | - | - |
| 107  | 110  | 115  | - | - | - | - | - | - |

## Culture locale et patrimoine

### Lieux et monuments
- Le mobilier de l'église Saint-Pierre est recensé au titre du patrimoine culturel[24],[25].

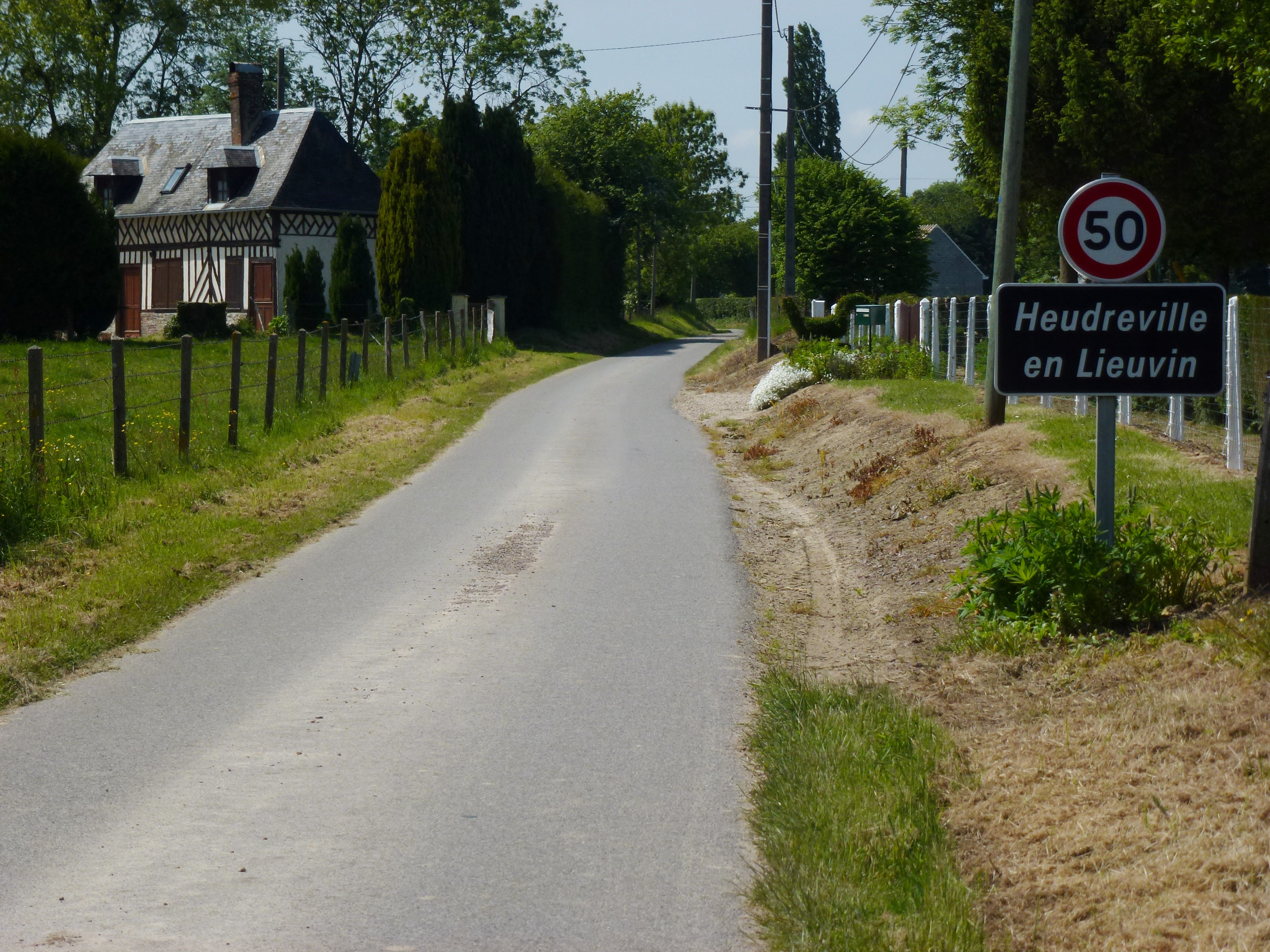
Entrée du village.
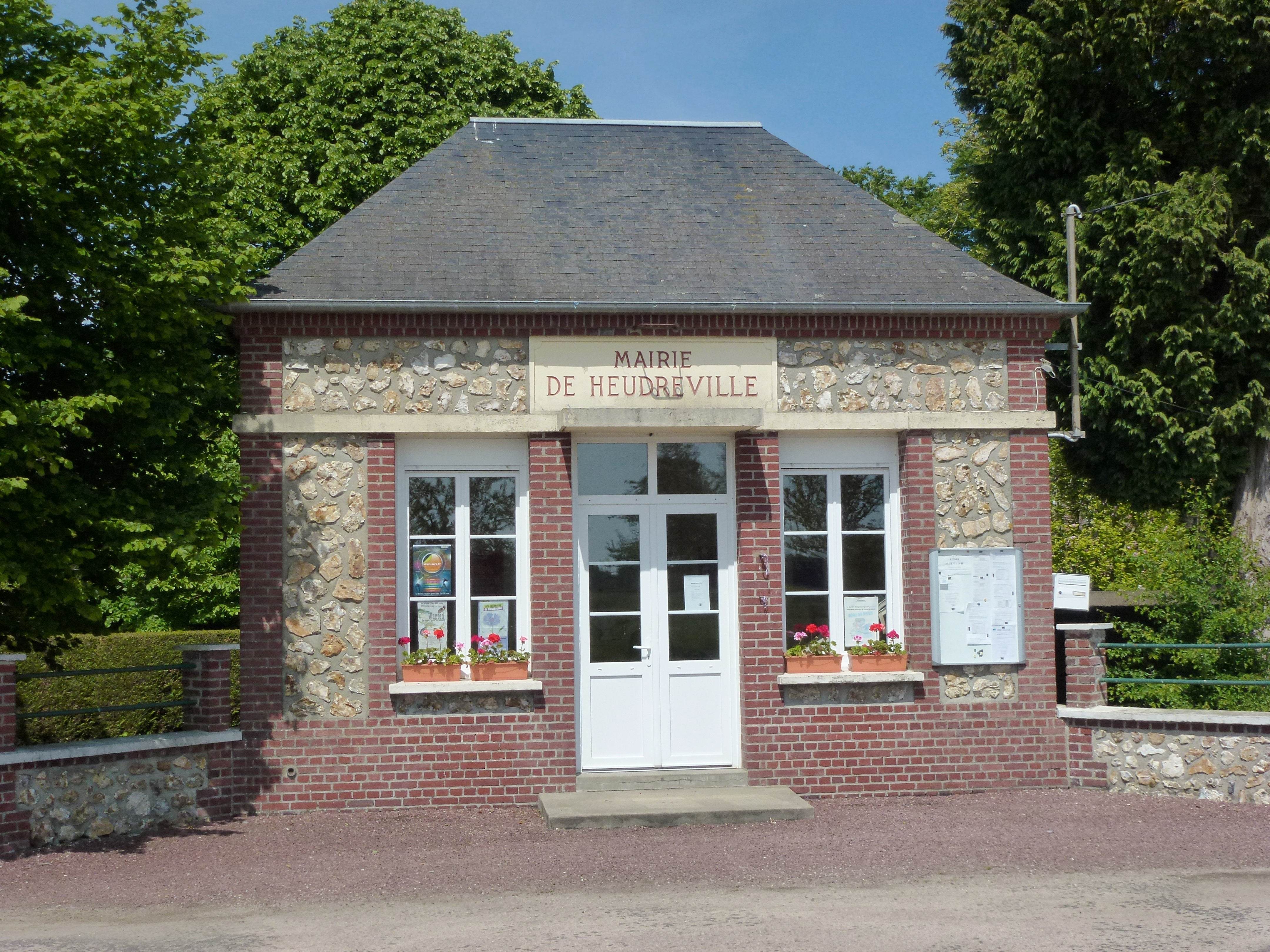
Mairie.
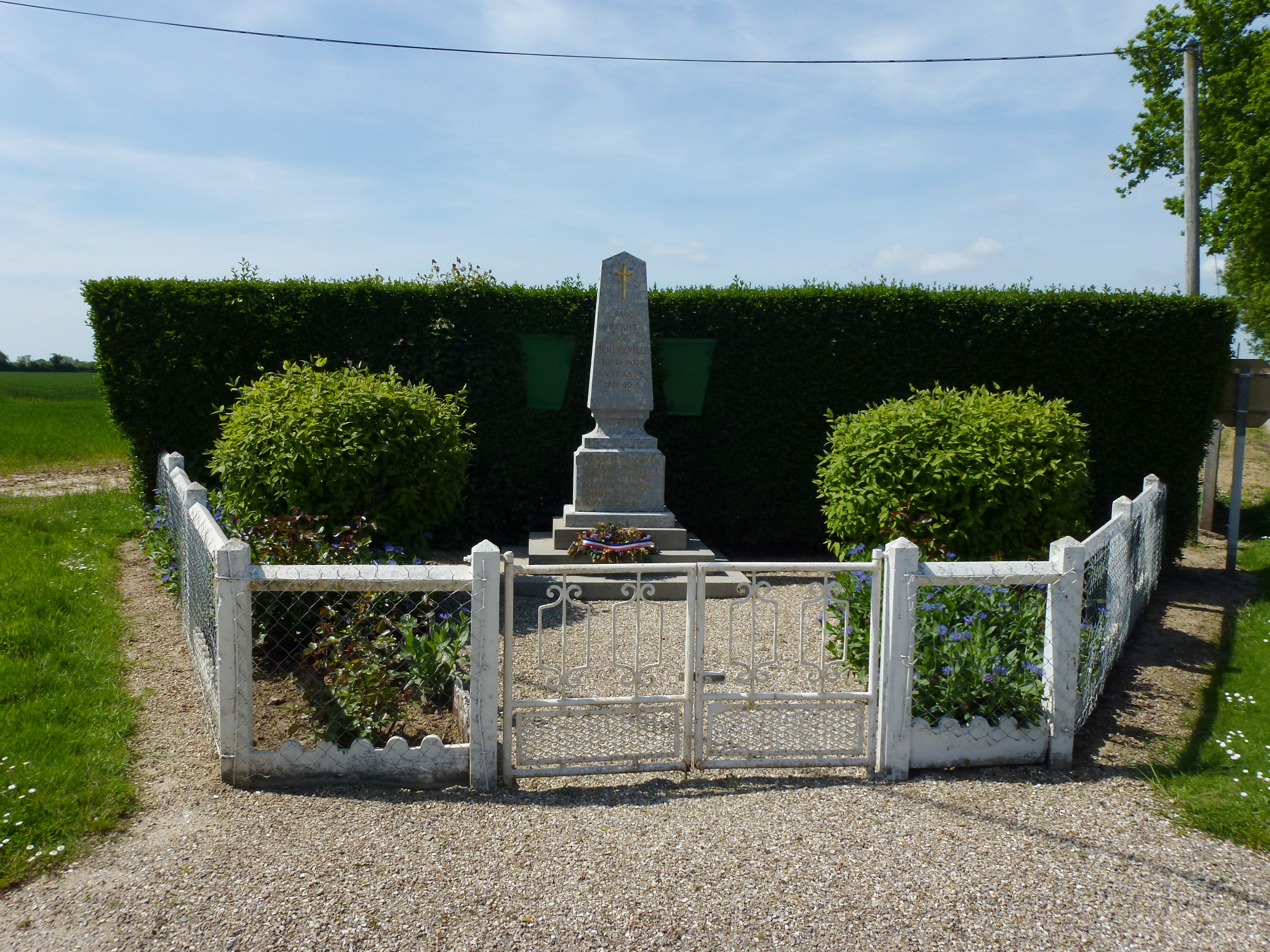
Monument aux morts.
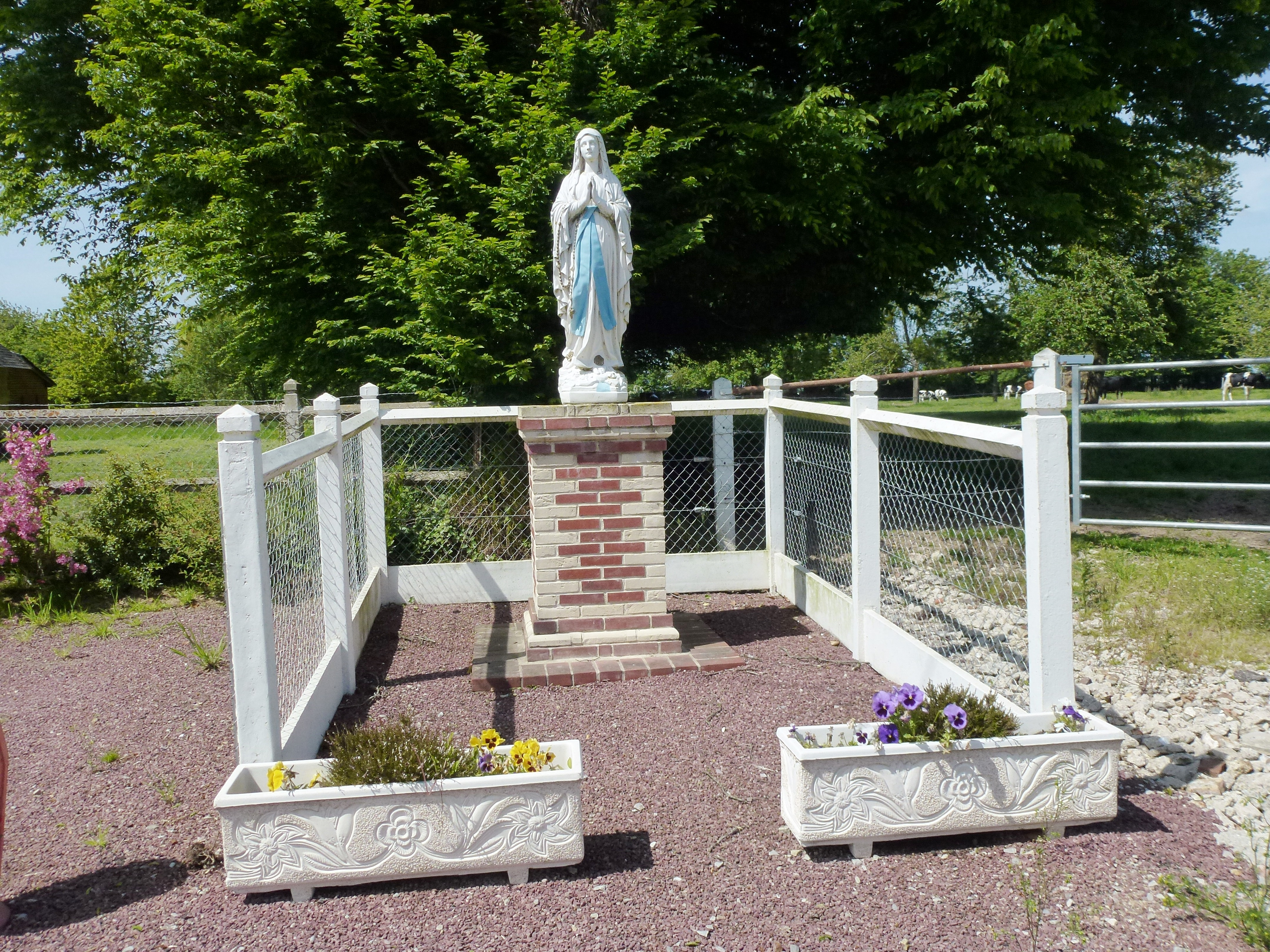
Statue de la Vierge.
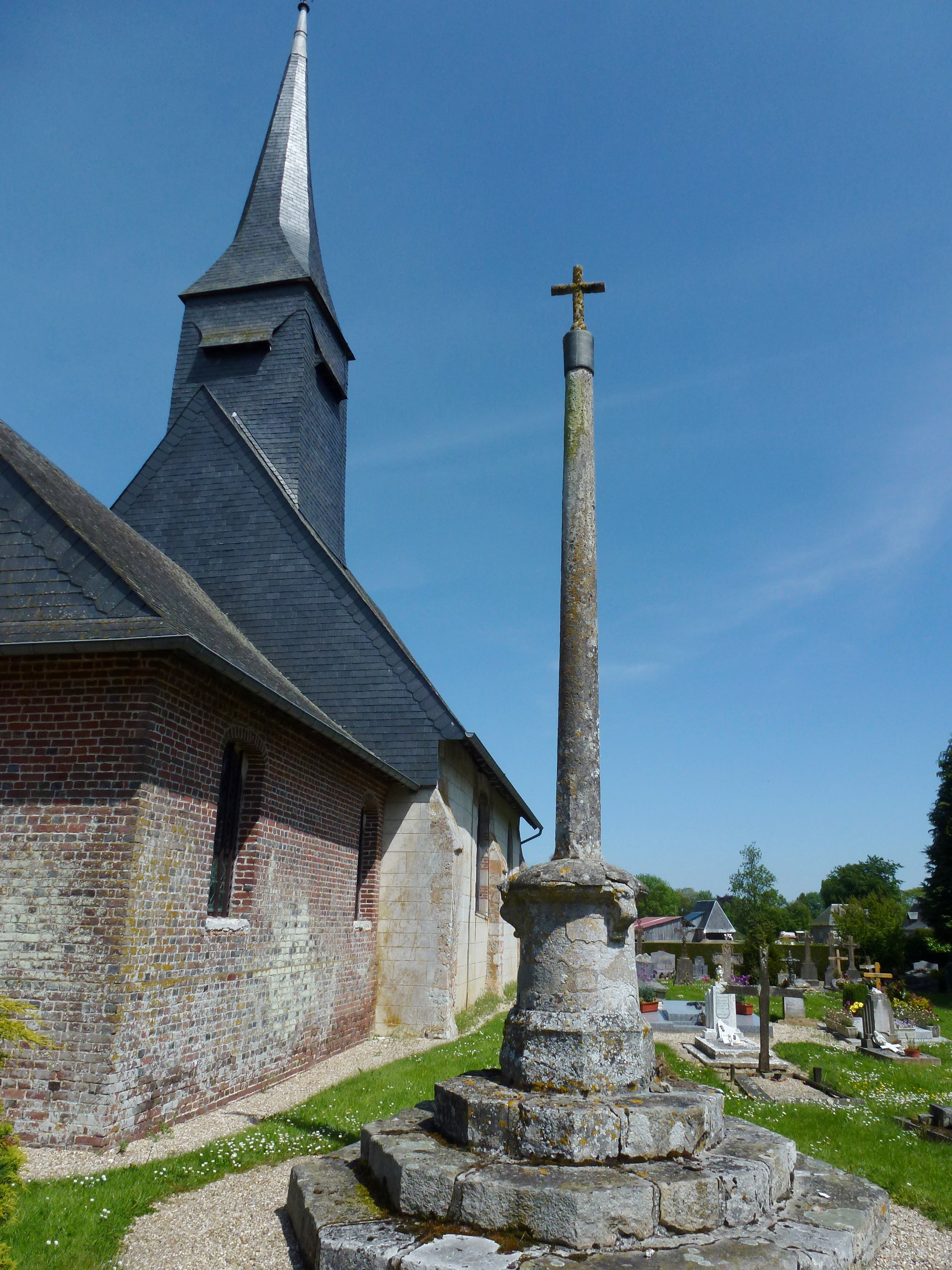
Croix de cimetière.

### Patrimoine naturel

#### Site classé
- L'if du cimetière  Site classé (1925)[26].

## Personnalités liées à la commune
- Vitold de Golish (1921-2003) Autant archéologue qu'ethnologue, conférencier ou cinéaste, il vécut dans l'Eure où il fut adjoint au maire de la commune d'Heudreville-en-Lieuvin où il est mort. Dans son petit "manoir du Val" pourvu d'une jolie petite tour, il consacra sa vie à faire rêver, par le récit de ses aventures et ses expériences d'explorateur et d'archéologue, non seulement les lecteurs mais aussi les spectateurs de ses films long-métrage projetés pendant les conférences qu'il donnait régulièrement en France et à l'étranger.
- mr. fauville maire de la commune depuis plusieurs années

## Événements
- Course de moissonneuses batteuses.